# Lebkuchenkrieg

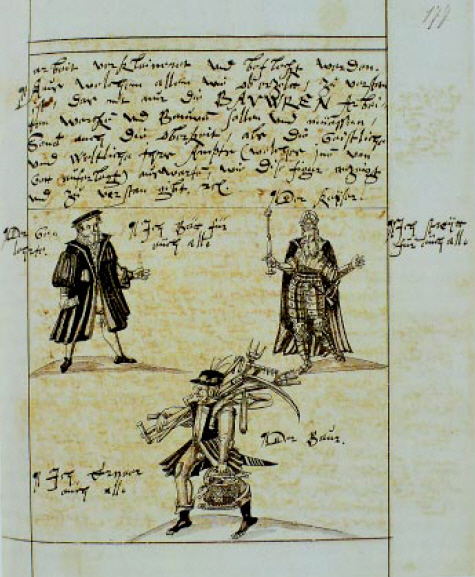
«Die Drei Stände» in der handschriftlichen Chronik der Herrschaft Grüningen von 1610. Der «Gelehrte» betet für alle, der «Kaiser» streitet für alle, der «Bauer» ernährt alle.

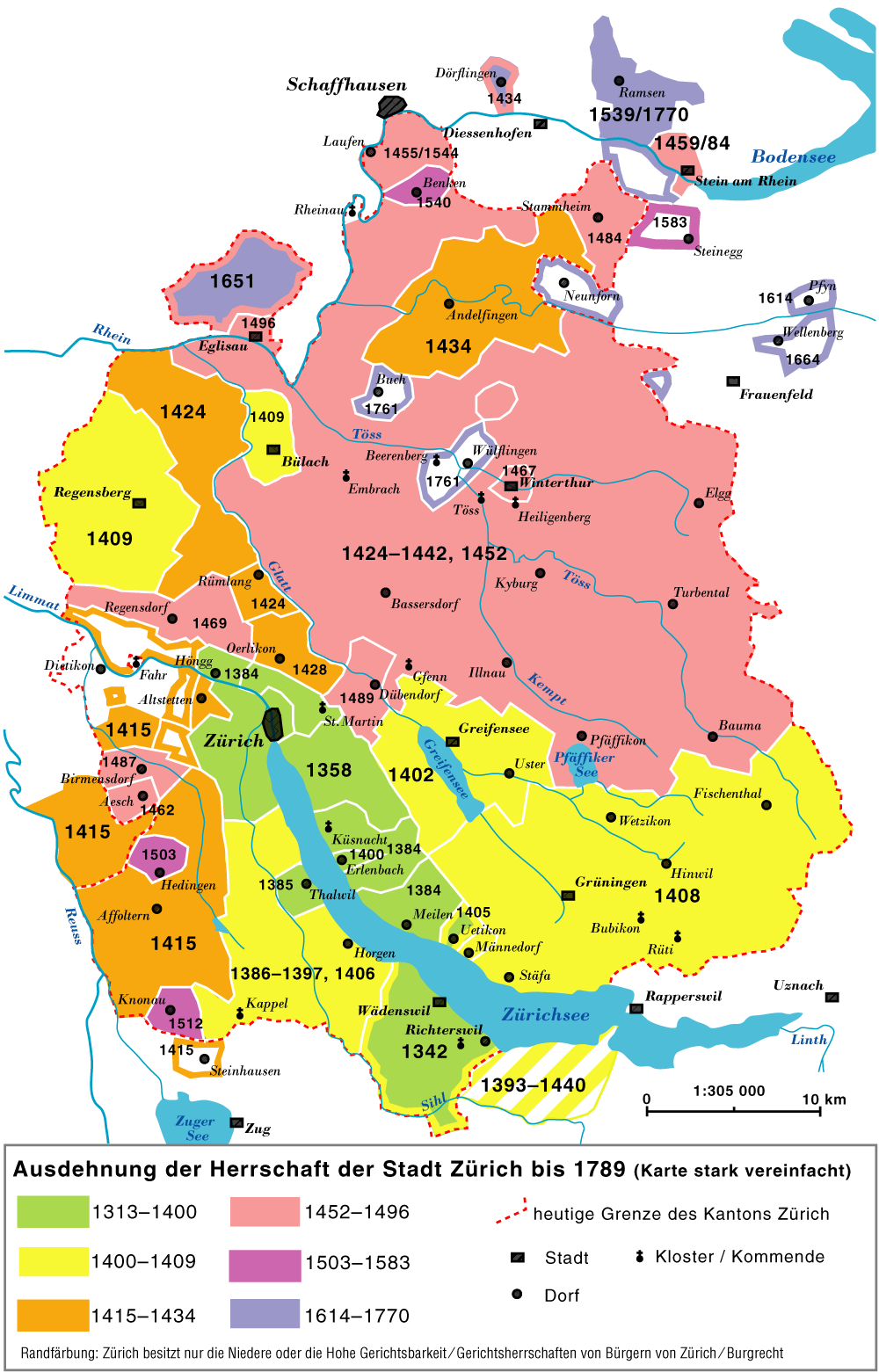
Entwicklung des Herrschaftsgebiets der Stadt Zürich von 1313 bis 1798

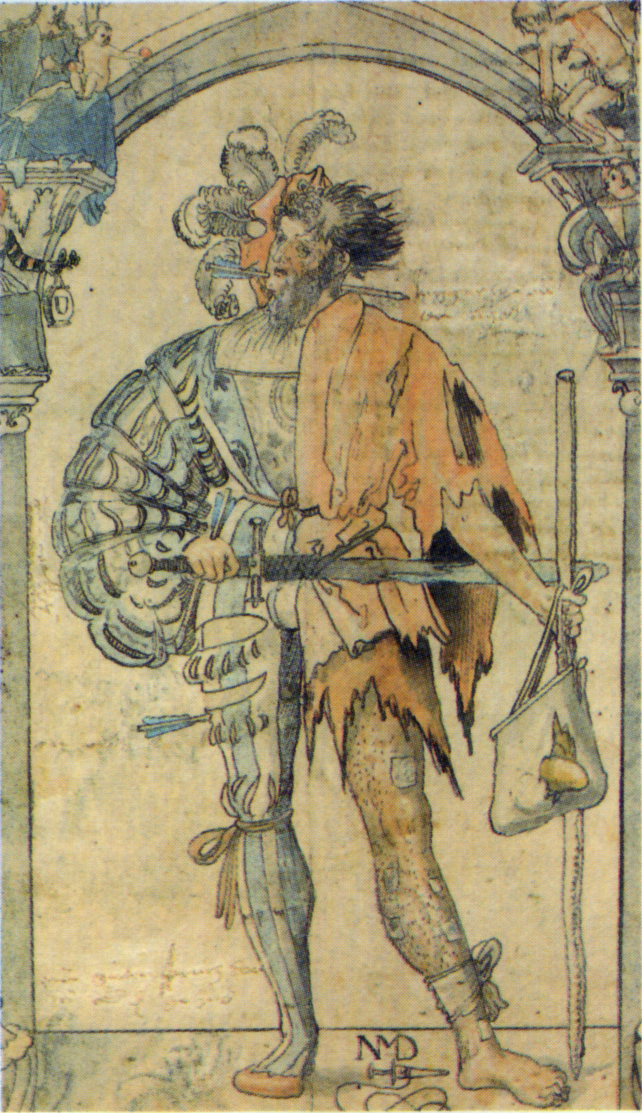
Allegorie auf das Reislaufen und seine gesellschaftlichen Folgen. Links ein prosperierender Reisläufer, rechts ein invalider Bettler.

Als Lebkuchenkrieg oder Bimenzeltenkrieg werden soziale Unruhen im Dezember 1515 in der Stadt Zürich bezeichnet, welche im Zusammenhang mit den Ursachen der Bauernaufstände und der Reisläuferei im frühen 16. Jahrhundert betrachtet werden können.

## Ausgangslage
Mitte des 15. Jahrhunderts lebten etwa 25'000 Menschen im Gebiet des heutigen Kantons Zürich, in der Stadt Zürich zwischen Sechs- bis Zehntausend. Land für die Versorgung der Bevölkerung war ausreichend vorhanden, aber klimatische Schwankungen sorgten regelmässig für Missernten. Die Landbevölkerung verfügte weder über ausreichend Arbeitskraft, noch über Kapital oder Rücklagen (Vorratshaltung) – die Naturalwirtschaft dominierte gegenüber der Geldwirtschaft – oder über ausreichende Möglichkeiten, solche Fehljahre vorsorgend zu bewältigen. Die Ernteerträge des Bauernstands waren ausreichend für die Selbstversorgung; die umfangreichen Abgaben (Zehnten) an die Grundherren und die Obrigkeit in Zürich zur Versorgung der Stadtbevölkerung verschlangen die übrigen Einkünfte. In Stadtnähe sorgten der Markt sowie die Häufung von Kapital für eine gewisse Intensivierung und Spezialisierung in der Landwirtschaft: Um Zürich wurde insbesondere der Rebbau intensiviert, zunehmend auch Obst- und Gemüsebau; der Rebbau galt über Jahrhunderte als eine wichtige Quelle des Reichtums der Stadt und wurde bezeichnenderweise bereits im Richtebrief, im Vorfeld der territorialen Ausdehnung der Stadtrepublik, und im Schutzbündnis nach dem Tod Rudolfs von Habsburg mit Uri und Schwyz im Oktober 1291 dem Schutz vor Kriegshandlungen unterstellt. In den letzten Jahrzehnten des 15. Jahrhunderts setzte ein massives Bevölkerungswachstum ein, so dass die Landbevölkerung sich bis zu Beginn des 16. Jahrhunderts verdoppelt haben dürfte.

## Unruhen im Dezember 1515
Gegen Ende des 15. und zu Beginn des 16. Jahrhunderts verstärkten die territoriale Ausdehnung und der Anspruch auf Beherrschung sämtlicher Aspekte des täglichen Lebens der ländlichen Untertanen die sozialen und wirtschaftlichen Konflikte zwischen städtischer und ländlicher Bevölkerung. So kam es, insbesondere nach dem Waldmannhandel von 1489, vermehrt zu Unmutsäusserungen der Landbevölkerung, auch in anderen Regionen der Schweiz, wie der Könizer Aufstand, der Luzerner Zwiebelnkrieg und der Lebkuchenkrieg belegen.
Im Anschluss an die Schlacht bei Marignano am 13./14. September 1515 entluden sich die Konflikte mit dem Bürgerpatriziat, und es kam im Zürcher Herrschaftsgebiet zu sozialen Unruhen. Dazu beigetragen haben dürfte die schlechte Versorgungslage der sozial und wirtschaftlich benachteiligten Bevölkerungsmehrheit infolge der Mailänderkriege. Eine weitere Ursache war vermutlich auch der Umstand, dass unter der Landbevölkerung wohl die meisten Opfer der Schweizer Grossmachtbestrebungen in Italien zu beklagen waren, zumeist Söhne armer Landleute, ohne Chance auf ein Auskommen in ihrer Heimat (Reisläuferei).
Als gesichert gilt, dass über den Ausgang der Schlacht bei Marignano aufgebrachte Bewohner der Zürcher Landschaft, unter ihnen wohl auch aus Norditalien zurückgekehrte Reisläufer, in den Vorweihnachtstagen des Jahres 1515 in die Stadt eindrangen. Aufgestachelt waren sie durch Gerüchte, dass die Obrigkeit für Geldzuwendungen (Pensionen) Verrat beging, indem sie  Truppenkontingente im Vorfeld der Schlacht zurückgezogen hatte. Die aufgebrachte Menge plünderte die Geschäfte und Marktstände «unter den Tilinen (Bogen)» (beim heutigen Hotel Storchen) gegenüber dem Zürcher Rathaus, in welchen unter anderem Süssigkeiten und Lebkuchen verkauft wurden, und besetzte den Marktplatz.
Die Unruhen konnten erst durch die exemplarische Hinrichtung einiger  der vom Rat für die Verluste in Marignano zu Sündenböcken gestempelten Söldnerführer und Zugeständnisse im Mailänderbrief für einige wenige Jahre unterdrückt werden, bevor sie aufgrund der zunehmenden Massenarmut der ländlichen Bevölkerung im Vorfeld der Reformation wieder ausbrachen.